# Батаља (Терамо)
Батаља (итал. Battaglia) је насеље у Италији у округу Терамо, региону Абруцо.
Према процени из 2011. у насељу је живело 174 становника. Насеље се налази на надморској висини од 661 м.